# Palaeoloxodon antiquus
Прямобивневый лесной слон (лат. Paleoloxodon antiquus) — вымерший вид рода палеолоксодонов. Обитал в Европе и Западной Азии, в среднем и позднем плейстоцене (781—30 тыс. лет назад). Жил в небольших стадах, процветая в межледниковья, доходя на севере до Британии. Был объектом охоты ранних людей. Прямобивневый слон является вероятным предком карликовых слонов, обитавших на островах Средиземноморья.

## Описание
Был крупным животным, достигавшим высоты 4,0 м в высоту и имел длинные, слегка изогнутые вверх бивни. Известен 40-летний самец ростом 3,81 м и весом около 11,3 т, экземпляр из Монтрёя достигал высоты 4,2 м и веса около 15 т. Бивни длинные, слегка изогнутые. Ноги слегка длиннее, чем у современных слонов. Предполагается, что язык был длиной 80 см, с помощью которого слон мог хватать листья и траву. С таким языком и гибким туловищем прямобивневые слоны могли пастись или питаться листвой на высоте около 8 метров над землёй.

## Таксономия
Длительное время род Paleoloxodon считали подродом Elephas, однако в 2007 году на основе исследований характеристик подъязычной кости современных и ископаемых слонов данная гипотеза была опровергнута. В 2016 году анализ последовательности ДНК прямобивневого слона показал, что его ближайшим современным родственником является африканский лесной слон (Loxodonta cyclotis). В статье утверждается, что прямобивневый слон ближе к африканскому лесному, чем африканский лесной к африканскому саванному слону (Loxodonta africana), что даёт основания признать род Loxodonta невалидным. Последующее исследование, опубликованное в 2018 году Палкопоулоу, указало на более сложные родственные связи между прямобивневыми и другими видами слонов. Согласно этому исследованию, самый большой генетический вклад прямобивневых слонов был в линию, которая была базальной для общего предка африканских лесных и саванных слонов. Эта базальная линия впоследствии, возможно, скрещивалась с линией африканского лесного слона, линией азиатского слона (Elephas maximus) и линией шерстистого мамонта (Mammuthus primigenius).
В 2018 году была опубликована митохондриальная ДНК двух прямобивневых слонов (Palaeoloxodon antiquus) из Германии — P. antiquus_N и P. antiquus_O возрастом ∼120 тыс. лет.

## Поведение
Прямобивневые слоны жили небольшими стадами, от 5 до 15 особей. Как и современные слоны, сильно зависели от присутствия пресной воды, что влияло на миграционные пути вида. Диета менялась в зависимости от сезона: весной и летом питались листьями и плодами, осенью и зимой переходили на пастбища. На основе найденных содержимого желудка и остатков пищи на зубах было показано, что в рацион входил клён, граб, фундук, ольха, ясень, плющ и бук.

## Ареал
Обитал на территории Европы и Передней Азии, предпочитая территории с умеренным климатом. Наибольшего распространения достиг в эемское межледниковье (начиная со 130 тыс. лет назад), достигнув Британии и Северной Европы. Однако, около 115 тыс. лет назад с началом вюрмского оледенения прямобивневый слон вымирает в Британии, его ареал становится ограничен Южной Европой. Последние представители вида обитали на территории Иберийского полуострова, найдены предполагаемое наскальное нацарапанное изображение головы слона в Вермельозе, Португалия, и следы на территории Гибралтара. По предположению Кардасо, прямобивневый слон жил в Португалии ещё 30 тыс. лет назад.

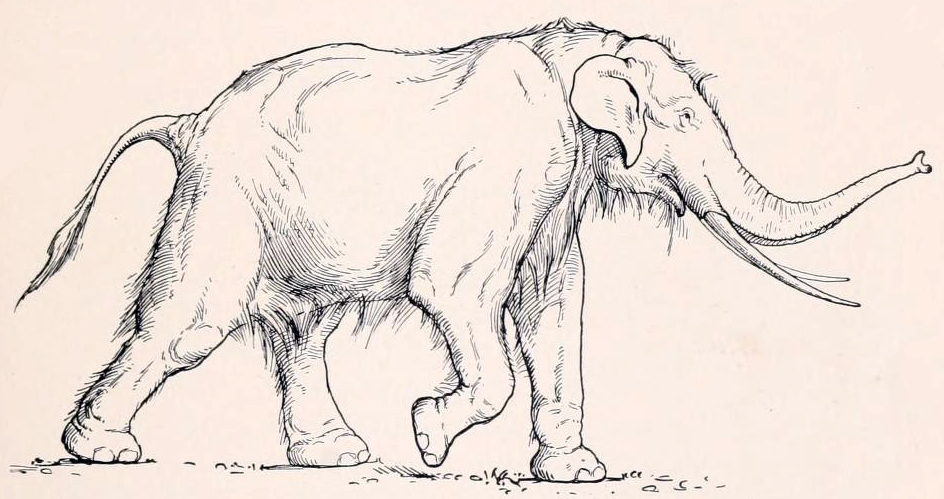
Изображение Palaeoloxodon antiquus

## Места находок
Находки частичных и полных скелетов очень редки, обычно это фрагменты бивней. Скелеты известны из нескольких мест в Британии: две находки в нижнем бассейне Темзы - Апнор в Кенте и Авели в Эссексе. Часто остатки прямобивневых слонов находят на тех же территориях и в тех же слоях, где были обнаружены признаки присутствия древних людей. Наиболее ранним свидетельством (600 тыс. лет назад) являются находки около Гейдельберга, вымытые окаменелости с реки Неккар и остатки из пещерного местонахождения Изерния ля Пинета. Во всех трёх местонахождениях обнаружены остатки нижней челюсти слона наряду с каменными орудиями и костями других животных. На окаменелостях не было обнаружено следов деятельности человека, поэтому возможно слоны погибли по естественным причинам. В 1987 году в Грёберне было найдено 2 скелета слона и более 20 каменных артефактов. Из местонахождения Ноймарк-Норд 1 Гейзельтальского буроугольного бассейна известно около 1350 костей, принадлежащих 70 особям, добытых с 1985 года, при этом обнаружены почти полностью сохранившиеся скелеты. В 2006 году в ходе археологических и палеонтологических раскопок при прокладки дороги Хай Спид 1 был обнаружен скелет возрастом 400 тыс. лет в Эббсфлит Валли около Суонскомба, он был найден на краю когда то существовавшего маленького озера. Вокруг лежали кремнëвые инструменты. Предполагается, что туша слона была разделана племенем гейдельбергских людей (Homo heidelbegensis). В Греции из местонахождений в Восточной Македонии вместе с охотничьими орудиями были найдены три частичных скелета. Раннепалеолитическая стоянка Маратоуса 1 около Мегалополиса на Пелопоннесе известна по находке бедренной и таранной костей, ребер, позвонков, надколенника и фрагментов бивней, со следами разделки слона древними людьми. Остатки прямобивневых слонов вместе с орудиями древних людей также были найдены в Испании (Торральба, Аридос), Италии (Нотарчирико). Доказательством того, что люди охотились на этот вид слонов, стало обнаружение в 1948 году в Лëрингене на реке Аллен скелета слона с копьём из тиса между ребрами, вокруг головы - каменные орудия. Находка датируется эемским межледниковьем.
В 2023 году в Германии, в местонахождении Ноймарк-Норд, при разработке буроугольного карьера, также были обнаружены ископаемые свидетельства охоты неандертальцев на прямобивневых слонов около 125 000 лет назад (кремневые орудия, следы разделки убитого слона неандертальцами). Аналогичные находки были ранее сделаны возле Грёберна и Таубаха в Тюрингии. Причём неандертальцы явно старались выбирать наиболее крупных особей, взрослых одиноких самцов весом до 13 тонн, на которых было больше мяса. Так как крупные самцы обычно держатся отдельно от стада, это также облегчало охоту неандертальцев.

## Карликовые потомки
На островах Средиземного моря обитали карликовые слоны, которые предположительно являлись потомками Paleoloxodon antiquus. Основными причинами островной карликовости слонов является сокращение доступности пищи, отсутствие хищников и высокая конкуренция за пастбища.

Галерея
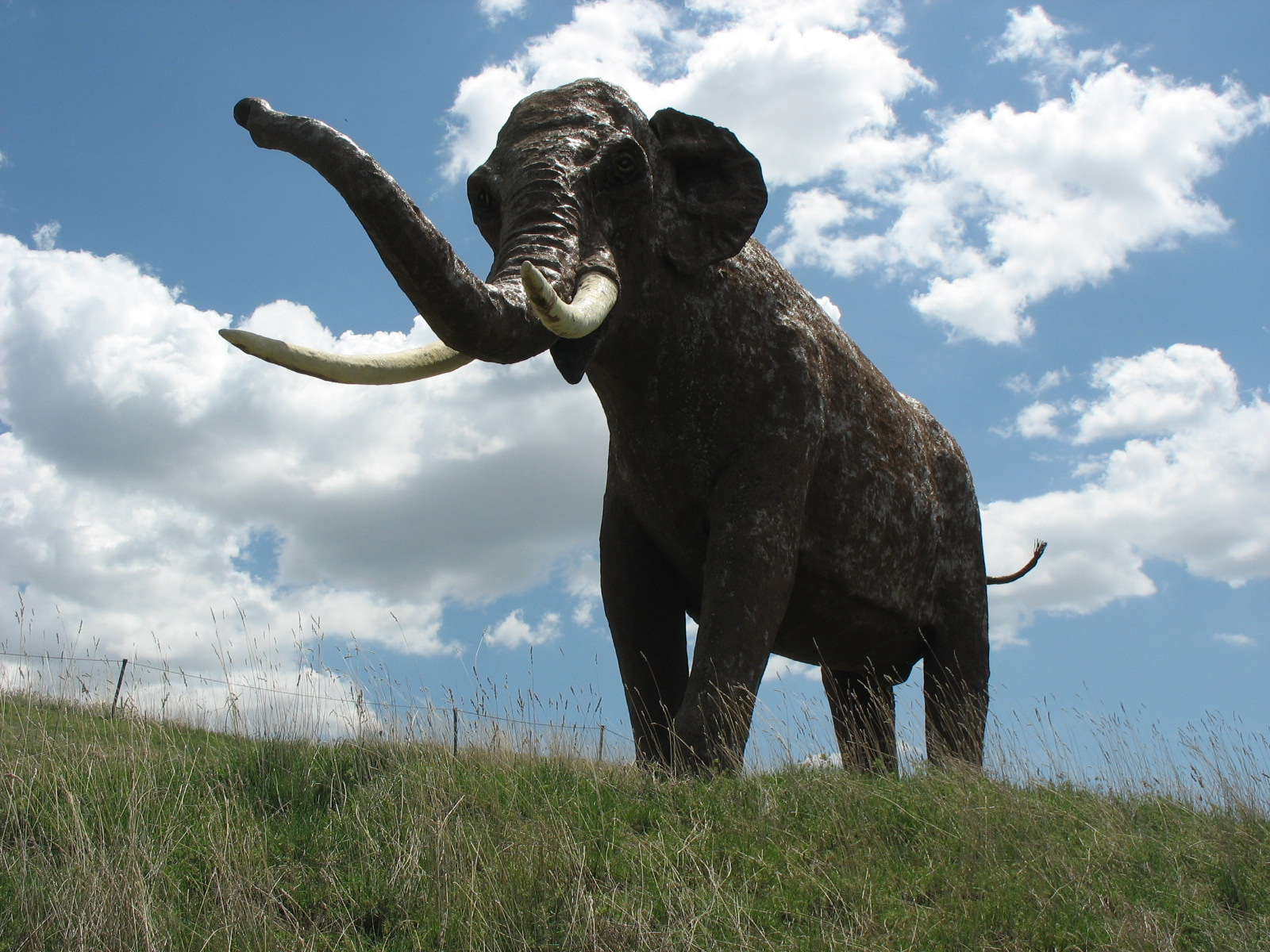
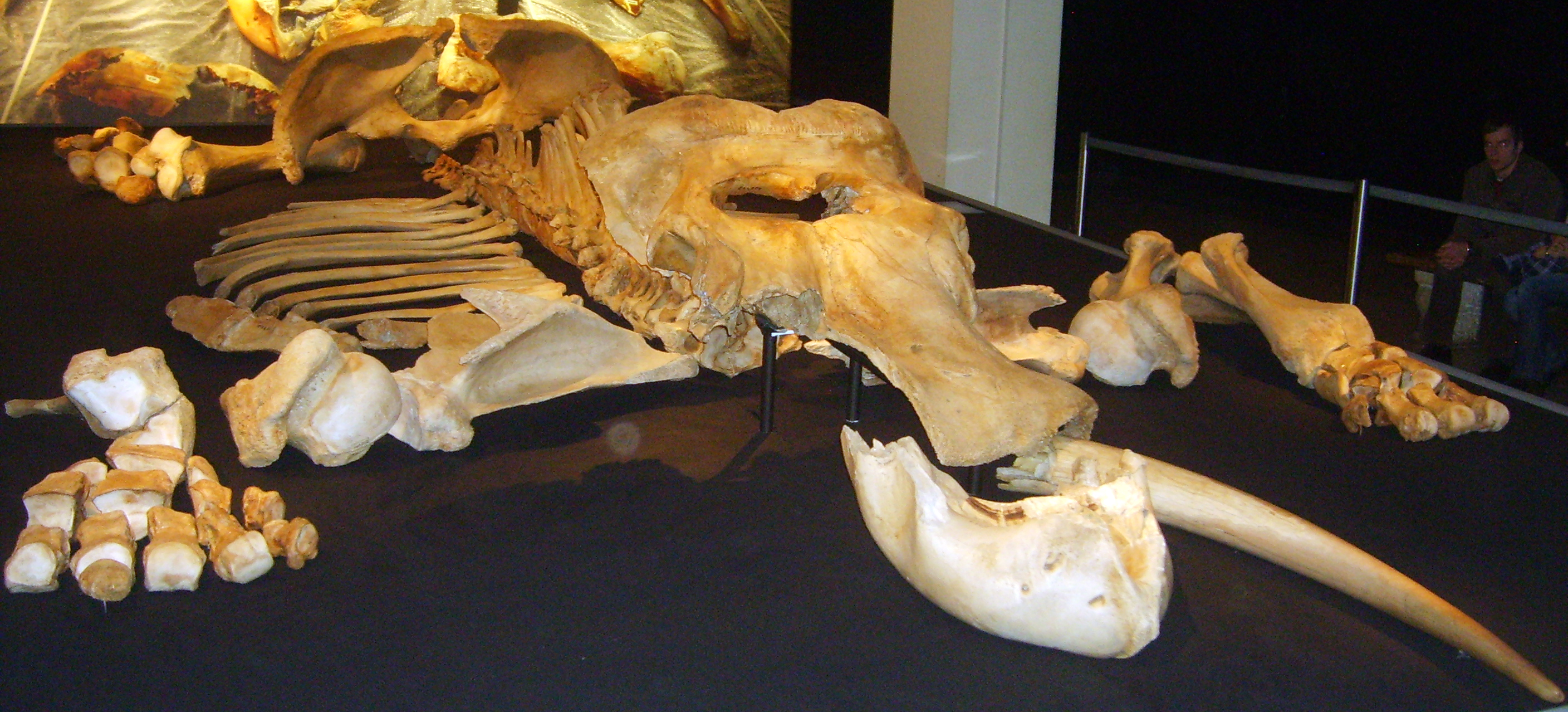
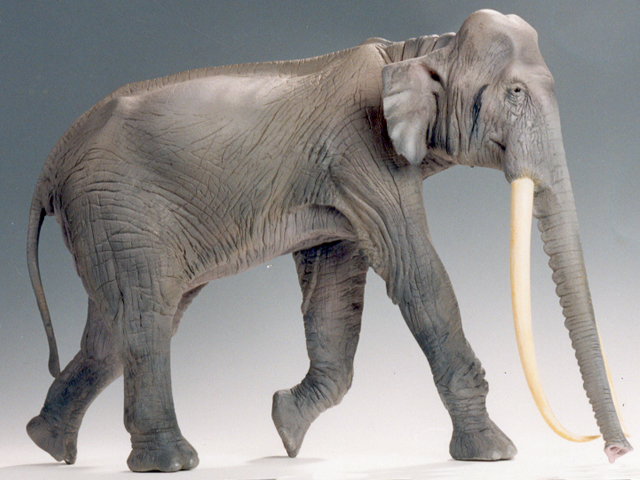
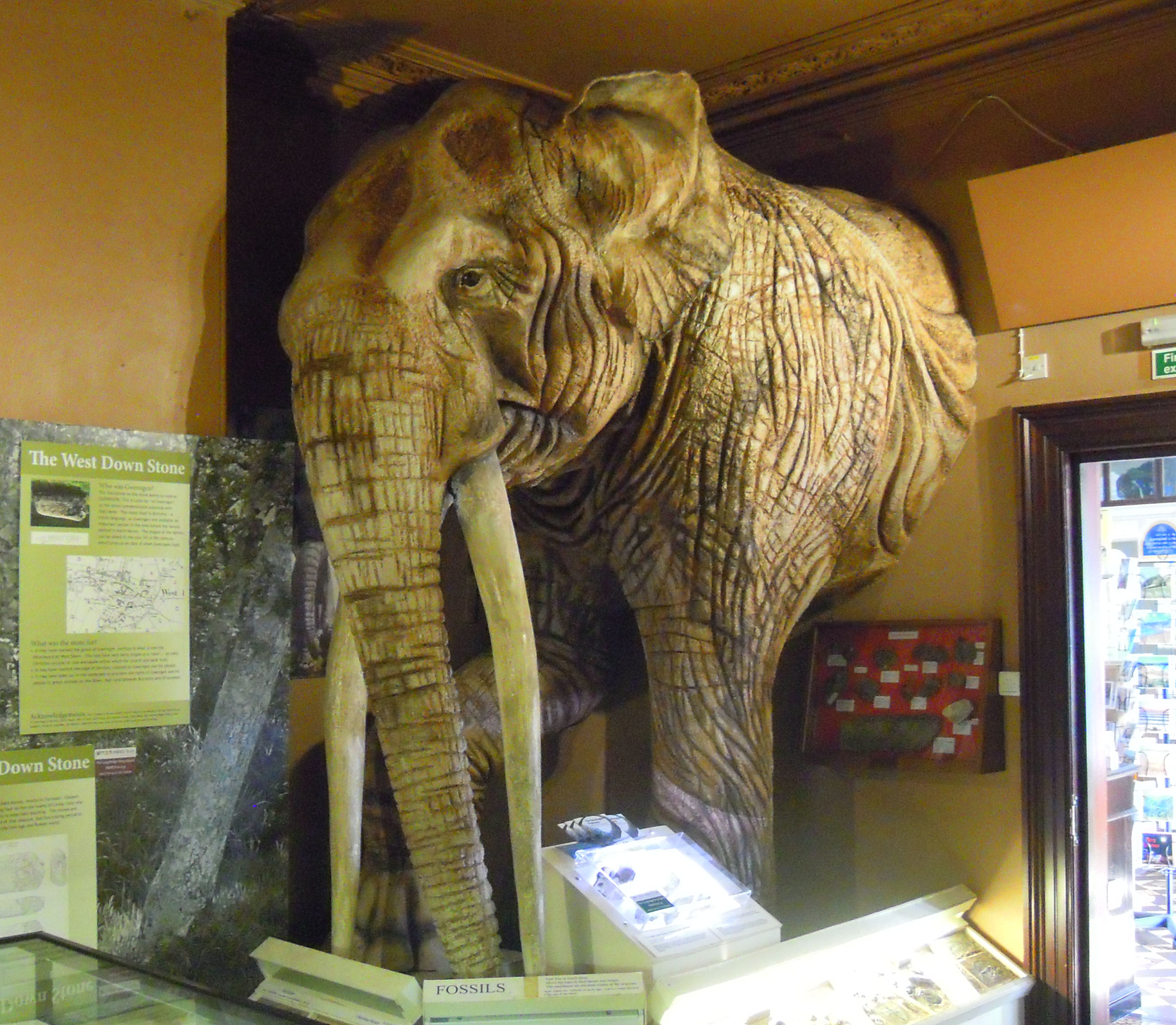